# Narrenzunft Horb
Die Narrenzunft Horb ist ein Verein zur kulturellen und historischen Pflege der Horber Fasnetsbräuche im Sinne der schwäbisch-alemannischen Fasnet.

## Geschichte
Die Narrenzunft Horb wurde am 9. Januar 1923 offiziell gegründet, jedoch wurde nachgewiesen, dass in Horb bereits im Jahre 1449 Fasnacht gefeiert wurde. Die älteste aufgefundene Fasnachtsordnung stammt aus dem Jahre 1550. Heute hat die Narrenzunft Horb rund 700 Mitglieder, von denen rund 350 aktive Hästräger sind. Am Schmotzigen Donnerstag und am Fasnetsmontag steigt die Zahl der aktiven Hästräger deutlich an. Die Narrenzunft Horb ist eines der Gründungsmitglieder des 1968 gegründeten „Närrischen Freundschaftsring Neckar-Gäu“, der mittlerweile 26 Zünfte aus der Region um Horb umfasst.
Im Jahr 2024 feierte die Narrenzunft Horb vom 26. bis 28. Januar mit dem Ringtreffen des Närrischen Freundschaftsring Neckar-Gäu ihren 100. Geburtstag. (Aufgrund der Unsicherheiten von Corona, wurde das Jubiläum um ein Jahr verschoben.) Der Ringumzug mit annähernd 5000 Hästrägern wurde live im SWR Fernsehen übertragen. Über 15.000 Zuschauer sahen den Umzug live vor Ort.

## Ablauf der Horber Fasnet
Das Brautum und die Fasnetstradition beginnt alljährlich mit dem auf dem 11.11. folgenden Samstag. Bei dieser Veranstaltung wird in fast schon familiärer Atmosphäre das Horber Geschehen karikiert und das Grafenpaar für die kommende Saison der Öffentlichkeit und den Narren vorgestellt.
Am 6. Januar werden durch den Hofmarschall und Narrenrat die Masken aus dem Kratten genommen, abgestaubt und den Gruppen übergeben. In der Zeit bis zur Hauptfasnet veranstaltet die Zunft den Eröffnungsball. Am Schmotzigen Donnerstag beginnt dann mit der Schlüsselübergabe auf dem historischen Marktplatz die Straßenfasnet „Spass uf d'r Gass“. Von nun an haben die Narren die Hoheit in der Neckarstadt und das Volk begrüßt sich mit dem Horber Narrenruf Horrido. Am Fasnetsamstag findet in der Hohenberghalle in Horb ein Kinderball statt. Hier findet auch die Fütterung des Narrensamens statt.
Den Höhepunkt der Straßenfasnet stellt dann der Umzug durch die Gassen Horbs dar, dieser wird gestaltet von Fußgruppen aus der Umgebung und umrahmt von einer Unmenge feiernder Zuschauer.

## Figuren der Horber Fasnet
Die Horber Fasnet beinhaltet verschiedene Gruppen.
- Der Narrenrat organisiert und lenkt alljährlich die Fasnet. An seiner Spitze der Zunftmeister. Der Narrenrat besteht aus männlichen und ehrwürdigen Horber Bürgern. Diesem Gremium gehört außerdem von jeder Maskengruppe der Gruppensprecher an.
- das Horber Grafenpaar: Traditionell regiert bei der Horber Fasnet Graf Rudolf von Hohenberg und Gräfin Ita von Toggenburg. Sie werden von zwei Pagen und dem Hofmarschall begleitet.
- die Horber Kropfer mit Hochzeitszug und Musikanten (bemalte Weißnarren): Sie wurden 1952 gegründet und 1974 wieder zu neuem Leben erweckt. Ihren Namen haben sie erhalten, weil im frühen Horb viele Bürger aufgrund Jodmangels im Trinkwasser einen Kropf hatten. Die Gruppe wird als Hochzeitszug aufgestellt, der den Wandmalereien des Horber Rathauses nachempfunden ist. Mit dazu gehören die Weißnarren sowie die Bremer Stadtmusikanten. Da es sich um historische originale Gewänder handelt, läuft die komplette Gruppe meist nur am Fasnetsonntag und Fasnetmontag.
- die Horber Hexen mit Teufel und Feuerhexe: Oberhexe kann nur ein weibliches Mitglied der Gruppe werden. Die Gruppe wurde 1960 durch Horber Bürgerfrauen gegründet.
- die Horber Stäpfeleshopser mit Schellenstab: Die Gruppe wurde 1962 gegründet. Die Stäpfeleshopser, die ihren Namen von den vielen Horber Treppen erhielten, zählen über 70 Aktive, die in den Stadtfarben weiß und rot gekleidet sind. Der Stäpfeleshopser ist Grundbestandteil des Wappens der Narrenzunft Horb e.V. und quasi das Erkennungszeichen der Zunft.
- die Horber Turmschurken mit Pranger: Die reine Männergruppe feierte im Jahr 2013 ihr 25-jähriges Bestehen.
- die Hornauer Stoibrecher: Die Gruppe besteht seit 1974 und ist die größte Gruppe der Horber Zunft.
- die Wasserspeier mit Pestweible: Sie sind die zweitjüngste Gruppe der Horber Zunft. Ihre Maske geht auf Figuren eines Horber Brunnen zurück. Diese Gruppe ruht momentan.
- der Horber Schantle: Die Gruppe wurde im Jahr 2003 wieder zum Leben erweckt. Die Ursprünge dieser Figur gehen in Horb bis in die 1930er Jahre zurück.

## Übersicht der bisherigen Grafenpaare
Das jeweils über die Fasnetssaison regierende Grafenpaar trägt den Titel:
„Graf Rudolf von Hohenberg und Gräfin Ita von Toggenburg“:
- 2025: Grafenpaar: Marie Dörr und Felix Weißer
- 2024: Grafenpaar: Romy und Jan Grünwald
- 2023 Grafenpaar: Janet und Christian Bok
- 2022 Grafenpaar: Nina und Peter Lehmann
- 2021 Grafenpaar: Elke und Stefan Straub
- 2020 Grafenpaar: Sina David und Nico Berger
- 2019 Grafenpaar: Manuela und Christoph Straub
- 2018 Grafenpaar: Sabine und Götz Peter
- 2017 Grafenpaar: Birgit Heinzelmann und Daniel Wagner
- 2016 Grafenpaar: Julia Gunkel und Markus Blank
- 2015 Grafenpaar: Michaela und Thorsten Katz
- 2014 Grafenpaar: Olga Lopez und Gerhard Munding
- 2013 Grafenpaar: Christoph und Susanne Baiker
- 2012 Grafenpaar: Antje und Stefan Fox
- 2011 Grafenpaar: Steffi und Alexander Guth
- 2010 Grafenpaar: Susanne und Markus Maier
- 2009 Grafenpaar: Nicole Eitel und Eckard Bukenberger
- 2008 Grafenpaar: Elvida und Jochen Schüle
- 2007 Grafenpaar: Rainer und Margit Thomma
- 2006 Grafenpaar: Melanie und Matthias Guth
- 2005 Grafenpaar: Ute und Jochen Schneiderhan
- 2004 Grafenpaar: Ellen und Steffen Zippel
- 2003 Grafenpaar: Evelyn und Simon Köninger
- 2002 Grafenpaar: Margret Grässle und Uwe Eberhardt
- 2001 Grafenpaar: Ute und Markus Schuler
- 2000 Grafenpaar: Katrin Singer und Christoph van Riesen
- 1999 Grafenpaar: Christoph und Ute Waldmann
- 1998 Grafenpaar: Beatrix und Martin Dörr
- 1997 Grafenpaar: Elke und Stefan Straub
- 1996 Grafenpaar: Heidrun und Alexander Thomma
- 1995 Grafenpaar: Sabine und Thomas Kreidler
- 1994 Grafenpaar: Carmina Brenner und Peter Renz
- 1993 Grafenpaar: Waltraud und Hans Kronenbitter
- 1992 Grafenpaar: Martina und Rainer Hildebrandt
- 1991 Grafenpaar: wegen des Golfkriegs wurde die Fasnet abgesagt!
- 1990 Grafenpaar: Sven Döring und Ute Grammer
- 1989 Grafenpaar: Heike Winter-Saur und Bernd Saur
- 1988 Grafenpaar: Gerhard Brennenstuhl und Martina Ulmer
- 1987 Grafenpaar: Sigrid und Wolfgang Weil
- 1986 Grafenpaar: Gerda und Peter Gayer
- 1985 Grafenpaar: Lilo und Erwin Wurster
- 1984 Grafenpaar: Susanne und Gerhard Struck
- 1983 Grafenpaar: Evelyn Schäfer und Konrad Kreidler
- 1982 Grafenpaar: Angelika und Manfred Vehlow
- 1981 Grafenpaar: Ursel und Klaus Kirchner
- 1980 Grafenpaar: Blandina und Franz Gessler
- 1979 Grafenpaar: Gerlinde und Manfred Kimmich
- 1978 Grafenpaar: Helga und Detlev Lowitsch
- 1977 Grafenpaar: Inge Keck und Klaus Graf
- 1976 Grafenpaar: Inge und Otto Keck
- 1975 Grafenpaar: Manfred und Marie-Luise Hermann
- 1974 Grafenpaar: n.n.
- 1973 Grafenpaar: Lydia und Erwin Braitsch
- 1972 Grafenpaar: Marga und Peter Kramer
- 1971 Grafenpaar: Lydia und Erwin Braitsch
- 1970 Grafenpaar: Lydia und Erwin Braitsch
- 1969 Grafenpaar: Helene und Bernd Pollok
- 1968 Grafenpaar: Gertrud Jakob und Hubert Marquardt
- 1967 Grafenpaar: Heidi Maihöfer und Joachim Jaster
- 1966 Grafenpaar: Gudrun und Ralf Stamer
- 1965 Grafenpaar: Ursula Woop und Jürgen Thiel
- 1964 Grafenpaar: Marga Baumann und Peter Kramer
- 1963 Grafenpaar: Gretel Schlotter und Alfred Epple
- 1962 Grafenpaar: Marianne Stamer und Alfred Epple
- 1961 Grafenpaar: Elisabeth Cordier und Siegfried Meinke
- 1960 Grafenpaar: Doris Geißler und Paul Schneider
- 1959 Grafenpaar: Hannelore Grehl und Paul Schneider
- 1958 Grafenpaar: Marianne Stamer und Rolf Reihing
- 1957 Grafenpaar: Marianne Stamer und Alex von Inama
- 1956 Grafenpaar: Ella Essig und Erwin Eberhardt
- 1955 Grafenpaar: Liesel Rauschenberger und Rudolf Schneiderhan
- 1954 Grafenpaar: Doris Grehl und Peter Braitsch

## Übersicht der bisherigen Präsidenten und Zunftmeister
- Zunftmeister: Christoph Baiker, Alexander Guth, Gerhard Munding, (alle seit 21. Oktober 2019), Christian Bok (seit 2022)
- Zunftmeister: Christoph Baiker (Mai 2019 bis Oktober 2019)
- Zunftmeister: Eckhard Bukenberger (2010 bis Mai 2019)
- Zunftmeister: Achim Hierath (1992 bis Mai 2010) [Seit 2024 Ehrenzunftmeister]
- Zunftmeister: Peter Kramer (1981 bis 1992) [Seit 2023 Ehrenzunftmeister]
- Zunftmeister: Peter Mauz (1974 bis 1981) [Ehrenzunftmeister]
- Präsident:  Hermann „Menne“ Ulmer (1955 bis 1974)
- Präsident:  Ernst Wetzel (1951 bis 1955)
- Präsident:  Otto Epple (1936 bis 1941)
- Präsident:  Josef Marquardt (1935 bis 1936)
- Präsident:  Otto Epple (1925 bis 1935)

Der Zunftmeister der Narrenzunft Horb e.V. wird nicht durch die Mitgliederversammlung gewählt, sondern durch den Narrenrat. Der Narrenrat wird jeweils auf drei Jahre durch die Mitgliederversammlung gewählt. Am 20. September 2019 wurde durch die Mitgliederversammlung der Narrenzunft Horb e.V. die Satzung geändert. Seitdem gibt es vier gleichberechtigte Vorstandsmitglieder mit dem Titel Zunftmeister. Alle vier Vorstände sind jeweils einzelvertretungsberechtigt. Der neue Vorstand wurde in der Narrenratssitzung am 21. Oktober 2019 einstimmig gewählt. Bis zum September bestand der Vorstand der Narrenzunft aus dem 1. Zunftmeister, dem 2. Zunftmeister, dem Kassier und dem Schriftführer.
Seit 2023 sind auch Frauen Mitglied im Narrenrat.

## Übersicht der bisherigen Hofmarschalle
- Daniel Wagner (seit 17. November 2018)
- Thomas Kreidler (bis 2018)
- Peter Kramer
- Manfred Herrmann